# Manga
Manga (漫画? ) è un termine giapponese che, in Occidente, indica generalmente i fumetti originari del Giappone. In Giappone invece il termine indica tutti i fumetti, indipendentemente dal target, dalle tematiche e dalla nazionalità di origine.

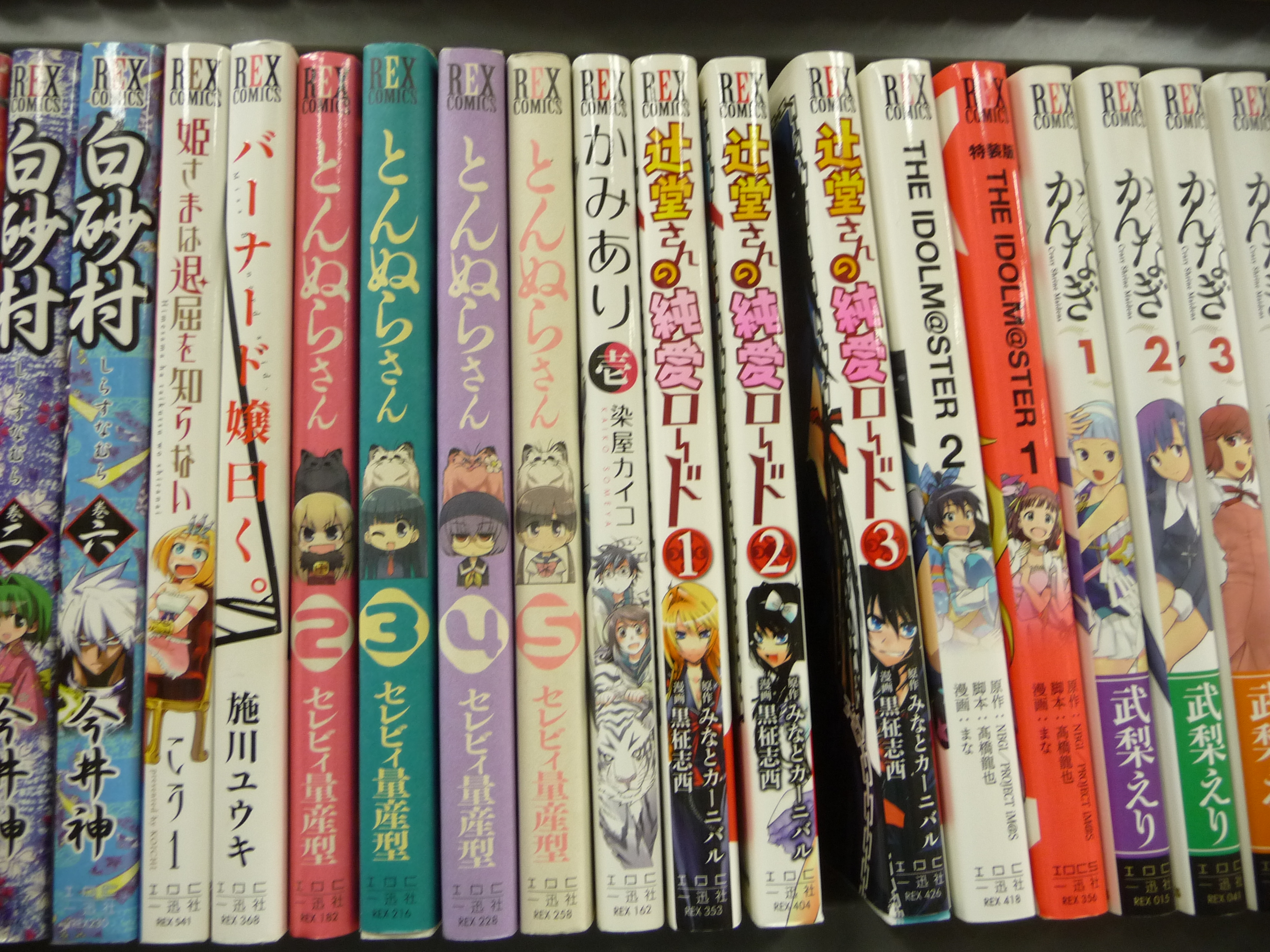
I dorsi di alcuni manga giapponesi esposti in una libreria

A partire dagli anni cinquanta il manga è diventato uno dei settori principali nell'industria editoriale giapponese, con un mercato di 406 miliardi di yen nel 2007 e 420 miliardi nel 2009. Benché nata in Giappone, questa forma di intrattenimento è stata esportata e tradotta in tutto il mondo, con una platea internazionale molto nutrita. In Europa e in Medio Oriente il volume di mercato si attesta sui 250 milioni di dollari, mentre in Nord America nel 2008 era stimato sui 175 milioni. Sono principalmente stampati in bianco e nero, ma non mancano pubblicazioni totalmente a colori anche se meno frequenti per via dei costi di realizzazione più elevati che richiede la colorazione.
In Giappone, i manga sono tipicamente serializzati su riviste dedicate contenenti più storie, ognuna delle quali viene presentata con un singolo capitolo per poi essere ripresa nel numero successivo. Se una serie ha successo, i capitoli possono essere raccolti e ristampati in volumi detti tankōbon e la serie può ricevere un adattamento animato dopo o anche durante la sua pubblicazione. Gli autori di manga, detti mangaka, lavorano tradizionalmente con assistenti nei loro studi e sono associati con un editore per la pubblicazione delle loro opere.

## Etimologia e origini

I kanji per "manga", tratti da Shiji no yukikai (1798) di Santō Kyōden e Kitao Shigemasa

Il termine manga si scrive in giapponese con due ideogrammi man (漫?) e ga (画?) dove "ga" significa immagini, pitture o disegno e "man" può essere interpretato come stravagante, senza scopo o anche come derisorio. Questo termine fu inizialmente usato alla fine del XVIII secolo in alcune pubblicazioni, come il libro d'illustrazioni Shiji no yukikai di Santō Kyōden e il Manga hyakujo di Aikawa Minwa, entrambi del 1798; in seguito fu usato da Hokusai, famoso artista giapponese, per descrivere disegni e schizzi della sua famosa raccolta Hokusai manga nel 1814 ma il termine non entrò nell'uso comune fino al XX secolo. Rakuten Kitazawa fu il primo disegnatore a utilizzare la parola manga. Altri termini utilizzati in Giappone per indicare i fumetti sono stati toba-e, da Toba Sōjō, artista dell'XI secolo, e punch-e, dalle popolari maschere inglesi Punch e Judy e dalla rivista Punch.

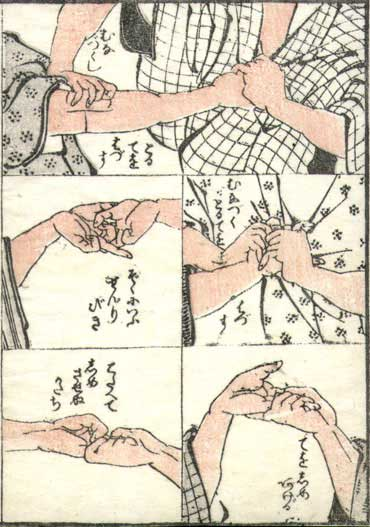
Pagina tratta da Manga vol. 8, dalla raccolta Hokusai manga

Se l'etimologia di manga è del XVIIl secolo, primi precursori del manga risalgono al periodo Heian (794-1185) con gli emakimono, rotoli illustrati che combinavano testo e immagini per narrare storie. Un esempio significativo è il Genji Monogatari Emaki, basato sul romanzo di Murasaki Shikibu, che utilizzava sequenze visive per rappresentare emozioni e azioni. Successivamente, nel periodo Kamakura (1185-1333), furono realizzati emakimono come il Choju Jinbutsu Giga (Caricature di personaggi della fauna selvatica), attribuito al monaco Toba Sōjō, noto per le sue rappresentazioni umoristiche e satiriche di animali antropomorfi impegnati in attività umane. Queste opere non solo anticipavano l'uso delle linee cinetiche tipiche dei manga moderni, ma erano anche prive di testo, lasciando che la narrazione fosse affidata interamente alle immagini. Tuttavia ci sono state alcune controversie, soprattutto con il quotidiano Yomiuri Shimbun: in particolare, il mangaka Seiki Hosokibara ha chiaramente indicato come primo manga lo Shigisan Engi emaki, anch'esso del periodo Kamakura. Parallelamente, altri emakimono come lo Shigisan Engi Emaki, che narra le leggende del Monte Shigi, sono stati considerati da alcuni storici, tra cui il mangaka Seiki Hosokibara, come i primi esempi di manga. Tuttavia, c’è un dibattito in corso sull’effettiva relazione tra queste opere antiche e il manga moderno.

## Caratteristiche

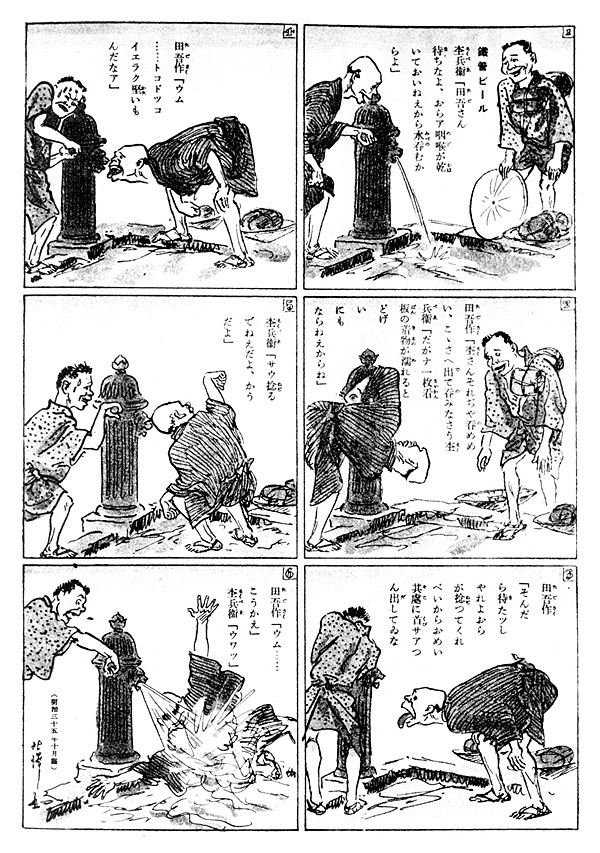
Tagosaku To Mokube No Tokyo Kenbutsu, una striscia umoristica del 1902 di Rakuten Kitazawa

I manga, con i loro personaggi dalle caratteristiche a volte infantili e le espressioni facciali enfatizzate (come gli occhi grandi e vivaci), possono suggerire l’idea di un prodotto destinato principalmente a bambini e ragazzi. Questa estetica ha radici storiche precise: fu Osamu Tezuka, considerato il padre del manga moderno, a introdurla nel dopoguerra. Nel 1946, Tezuka iniziò a pubblicare le sue opere, come Maa-chan no nikkichō e sviluppò uno stile visivo fortemente ispirato ai lungometraggi animati di Walt Disney, in particolare fu ispirato da Bambi (1942). Questo approccio diede vita a personaggi dalle espressioni emotive amplificate, un elemento che contribuì a definire l’identità visiva dei manga dell’epoca. Un esempio significativo è il suo Kimba, il leone bianco (ジャングル大帝, Jungle Taitei), che riprende lo stile disneyano, reinterpretandolo. Curiosamente, anni dopo, il film Il re leone della Disney fu accusato di essere troppo simile all’opera di Tezuka, portando la stessa Disney a riconoscere l’influenza del mangaka sul proprio lavoro.
Oggi, tuttavia, i tratti visivi introdotti da Tezuka non sono più l’unica cifra stilistica dei manga. Con il tempo, numerosi autori hanno esplorato stili di disegno molto diversi, come quelli drammatici e realistici di Berserk o Angel Heart. Questo dimostra che l’estetica dei manga è ormai ampia e diversificata, mentre le differenze principali rispetto al fumetto occidentale si trovano nell'impaginazione, nello stile di rappresentazione e nella narrazione.
Inoltre il manga è realizzato con una impaginazione più larga rispetto all'occidentale (18x27 cm) e il formato standard della tavola è il B4 serie JIS (257 × 364 mm) per i volumi professionali e A4 (210 × 297 mm) per le doujinshi, riviste pubblicate in proprio, mentre in occidente è in genere realizzato su un formato più grande, dall'A3 in su.

### L'impaginazione e la struttura della pagina

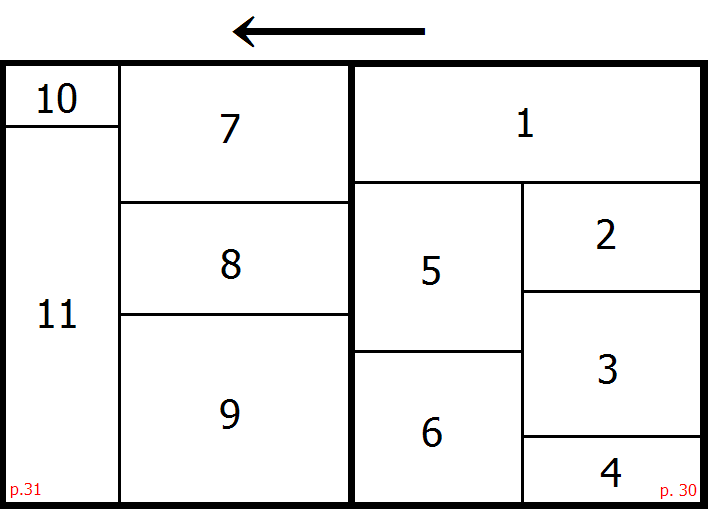
Ordine di lettura di un manga

Il manga si legge al contrario rispetto al fumetto occidentale, cioè partendo da quella che per gli occidentali è l'ultima pagina, con la rilegatura alla destra; analogamente le vignette si leggono da destra verso sinistra ma sempre comunque dall'alto verso il basso. Esistono, tuttavia, eccezioni di opere realizzate per essere lette secondo l'usanza occidentale. Inizialmente prevaleva la disposizione verticale delle vignette ma successivamente, dalla fine degli anni quaranta, è stata introdotta la disposizione orizzontale che poi si è mantenuta sostituendo quella verticale. Può anche accadere che queste due disposizioni si sovrappongano venendo usate entrambe, creando un percorso di lettura piuttosto complesso per un preciso intento stilistico. Un lettore giapponese, allenato alla lettura non alfabetica, riesce più facilmente di un lettore occidentale a orientarsi in questo universo di segni, dove gli viene offerta una grande libertà di percorso. Gli occhi vagano nella pagina cogliendo inizialmente alcuni dettagli, scelgono di soffermarsi prima su alcuni tipi di testo e poi su altri, ricavando alla fine non una lettura analitica di contenuti, ma una impressione generale di ciò che sta accadendo. L'impaginazione è basata sui tagli e le inquadrature rimangono le stesse utilizzate in qualsiasi altro stile fumettistico, ad eccezione del piano d'azione, che non viene quasi mai utilizzato.
I tagli delle vignette possono essere classificati come segue:
- orizzontali: utilizzate nello stesso tempo per creare uno stacco fra lo schema a due vignette affiancate, quindi per guidare meglio lo sguardo di lettura, ma anche per un ritmo di lettura più lento (nel caso del fumetto di lettura giapponese. Per quanto riguarda la lettura occidentale è il contrario);
- verticali: il contrario delle vignette orizzontali per quanto riguarda al ritmo (non dimentichiamo che per la lettura occidentale è l'inverso):
- diagonali: singole o combinate con inquadrature altrettanto inclinate, generano un'atmosfera di tensione emotiva e possono essere calanti o ascendenti. A seconda delle due, la situazione "precipita" o si tranquillizza, sfumando in una situazione meno tesa;
- vignette chiuse o aperte: quasi esenti dal fumetto occidentale, nel fumetto giapponese hanno un'importanza vitale, in quanto una vignetta fino al Tachikiri guida quasi sicuramente il lettore verso la pagina successiva ed è utile per le scene molto importanti, contrariamente alle vignette chiuse.

Generalmente la tavola è in bianco e nero, senza colori né scale di grigi, in quanto verrà pubblicata su riviste contenitore che generalmente non si conservano e, per evitare spese di stampa inutili, si preferisce utilizzare un'economica stampa in bianco e nero; oltre a questo, la rivista contenitore è una sorta di "anteprima", per attirare consensi per un titolo da parte dei lettori, per poi in un futuro, stampare i volumi tankōbon a esso riservati. Le ombre, anche mantenendo il bianco e nero, vengono date raramente dai neri pieni e più facilmente dai retini grattabili; i colori delle eventuali pagine a colori di edizioni speciali e delle riviste vengono tendenzialmente realizzati a china oppure a pantone (i più famosi ed usati sono i copic).

### Caratteristiche del manga "propriamente detto"
Il "manga propriamente detto" si caratterizza per una complessità estetica e formale legata alle opportunità e ai vincoli delle riviste commerciali giapponesi. Tra le caratteristiche distintive vi è la capacità di guidare visivamente il lettore attraverso le pagine, utilizzando tecniche come la direzione dello sguardo dei personaggi all’interno delle vignette, il posizionamento strategico dei balloon e la ripetizione di primi piani per enfatizzare dettagli narrativi. L’interazione tra pagina e vignetta, l’attenzione al flusso visivo che lega le vignette tra loro e il trattamento della doppia pagina come un’unità visiva sono altrettanto fondamentali.
Natsume Fusanosuke, uno dei più importanti critici di manga in Giappone, ha svolto un ruolo cruciale nel definire e analizzare queste caratteristiche e ha contribuito a legittimare il manga come oggetto di studio accademico, rompendo il pregiudizio che lo considerava esclusivamente come intrattenimento per ragazzi. Le sue analisi hanno stabilito una base critica per comprendere il manga non solo come forma d’arte visiva, ma anche come mezzo narrativo con una struttura e una grammatica proprie.
Un elemento distintivo del manga è l’uso delle onomatopee disegnate a mano, integrate nel design, chiamate in giapponese "kakimoji" (描き文字), letteralmente, "arte di disegnare il suono" e un uso sofisticato dei retini . La serializzazione su riviste ha giocato un ruolo chiave nel definire il "manga propriamente detto", favorendo una segmentazione del pubblico per età e genere (shōnen per ragazzi, shōjo per ragazze, seinen per giovani adulti, josei per donne adulte) e promuovendo la partecipazione attiva dei lettori attraverso sondaggi, fan art e lettere. Questo modello editoriale ha creato comunità di gusto e reso il manga una forma narrativa unica, caratterizzata da una forte connessione emotiva e un’immediatezza visiva che immerge il lettore nell’azione.
Inoltre, il manga propriamente detto ha sempre l'obiettivo di far immedesimare i lettori con il personaggio protagonista di una scena e far vivere loro la storia in prima persona.

### Dialoghi e didascalie
I dialoghi sono presenti - anche se il manga tende a "illustrare" e non "spiegare" - e sono posti in nuvolette variabili, la cui dimensione dipende anche dal volume del dialogo: a una frase scioccante sarà data una rilevanza maggiore nella tavola di altre, per cui verrà posta in una nuvoletta molto grande mentre nel fumetto occidentale questo effetto viene raggiunto con una lettering in grassetto. Prevalgono dialoghi brevi e il lettering viene realizzato a mano. Le didascalie sono rare.

### Materiali
S'impiegano materiali realizzati appositamente, come fogli riquadrati in ciano, un colore non visibile durante la scansione in bianco e nero, pennini con varie modulazioni, righelli appositamente preparati per le linee cinetiche, retini e attrezzi per applicarli.

## La pubblicazione in Giappone

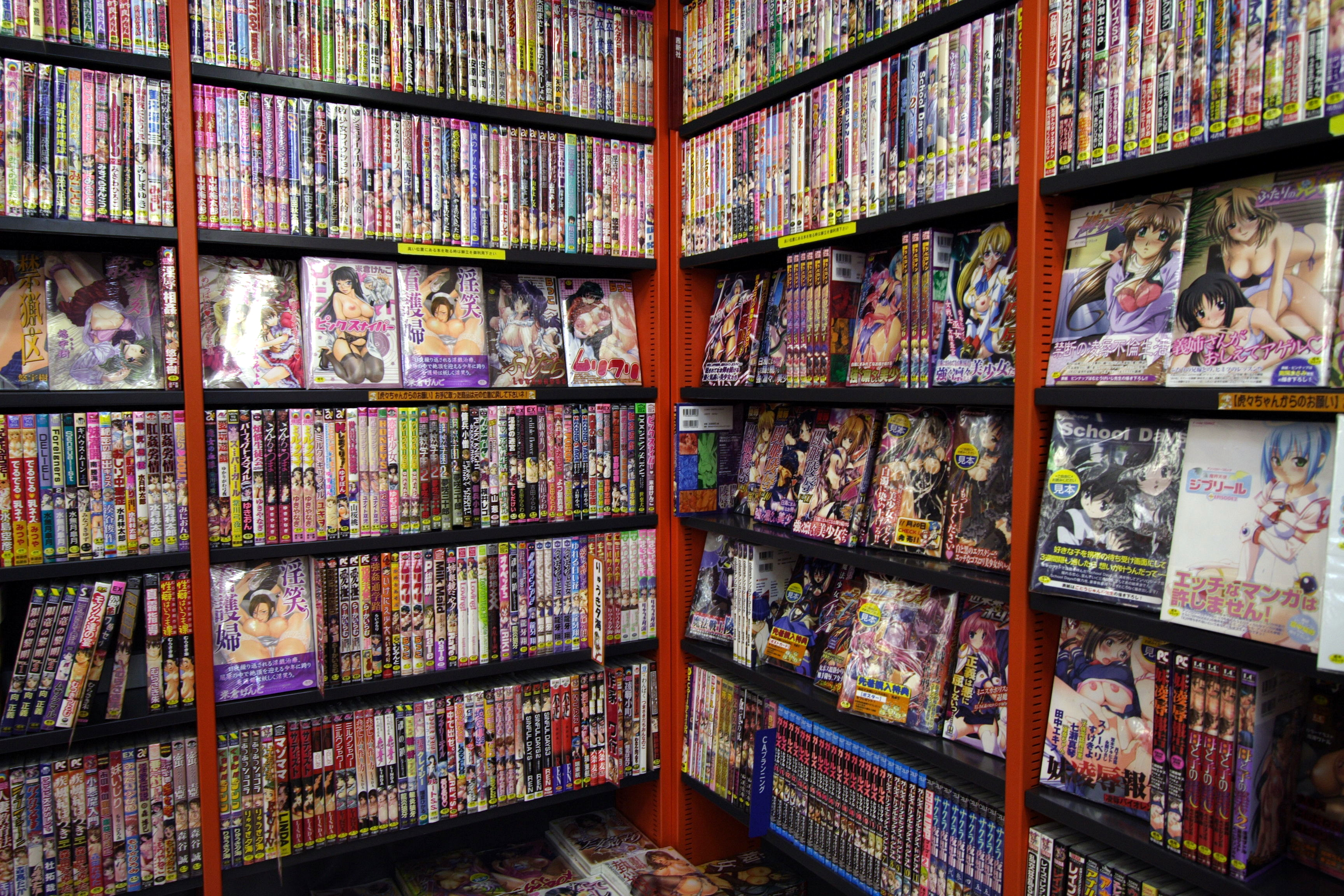
Sezione manga hentai di una libreria giapponese

I manga vengono pubblicati in Giappone inizialmente all'interno di grossi albi, stampati in bianco e nero su carta di scarsa qualità; soltanto alcune pagine introduttive sono talvolta a colori e su carta migliore. In ognuno di questi albi vengono raccolte numerose storie a puntate e, tramite un sondaggio fra i lettori, viene verificato il successo delle singole serie, per determinarne la continuazione o l'interruzione; le serie a fumetti che hanno ricevuto un buon riscontro possono poi essere ristampate sotto forma di albi monografici in più volumi detti tankōbon. Si distinguono fondamentalmente tre formati di pagina: il più classico è il B6 (circa 12,5×18 cm), ma sono utilizzati anche, per edizioni più lussuose, l'A5 (15×21 cm) e il B5 (18×25 cm).
Tradizionalmente le serie a fumetti giapponesi hanno una conclusione, diversamente da molte serie a fumetti occidentali. Il personaggio immaginario, protagonista di una serie, al termine di essa, esce di scena e non viene reimpiegato in altre serie. Alcune eccezioni si possono rilevare per personaggi molto amati dal pubblico, che vengono ripresentati in varianti della storia principale, oppure di cui si raccontano episodi accaduti anteriormente all'inizio della serie principale. Spesso il successo di un personaggio di un manga si risolve in una trasposizione più o meno fedele delle sue avventure sotto forma di anime.
La prima rivista per ragazzi, Shōnen Kurabu fu pubblicata dalla Kōdansha nel 1914, mentre quella per ragazze, Shōjo Kurabu, dalla stessa casa editrice nel 1923.

## Diffusione nel mondo
Tradizionalmente le storie a fumetti giapponesi vengono realizzate per essere lette dall'alto al basso da destra a sinistra. Alcuni editori di manga tradotti mantengono questo formato originale mentre altri preferiscono pubblicarli ribaltati orizzontalmente cambiandone la direzione della lettura per renderla più simile agli standard occidentale da sinistra a destra, in modo da non confondere i lettori. Questa pratica è conosciuta come "flipping". Questa pratica viene criticata in quanto snatura le intenzioni originali dell'autore, e se la traduzione non è particolarmente accurata, una volta capovolta è possibile che nascano delle incongruenze: ad esempio un personaggio che scrive con la mano destra diventa mancino oppure oggetti come un'auto verrebbe raffigurata con il pedale del gas sulla sinistra e il freno sulla destra, o una camicia con i bottoni sul lato sbagliato, ma questi problemi sono minori se confrontati al flusso di lettura innaturale, e alcuni di essi potrebbero essere risolti con un lavoro di adattamento che va oltre la semplice traduzione e il capovolgimento speculare.

### Europa
In Francia, a partire dalla metà degli anni novanta, il manga è divenuto molto popolare, arrivando nel 2004 a rappresentare circa un terzo delle vendite di fumetti in Francia. Secondo la Japan Trade Organization, le vendite di manga hanno raggiunto $ 212,6 milioni nelle sole Francia e Germania nel 2006. La Francia rappresenta circa il 50% del mercato europeo per i fumetti giapponesi ed è il secondo mercato mondiale dopo il Giappone. Nel 2013 c'erano 41 editori di manga in Francia e, insieme ad altri fumetti asiatici, il manga rappresenta circa il 40% delle nuove uscite di fumetti nel paese, superando per la prima volta i fumetti franco-belgi. Tra gli altri editoriali europei, i manga di marketing tradotti in francese includono Asuka, Casterman, Glénat, Kana e Pika Edition. Gli editori europei traducono anche i manga in olandese, tedesco, italiano e altre lingue. Nel 2007, circa il 70% di tutti i fumetti venduti in Germania erano manga.
Gli editori di manga con sede nel Regno Unito includono Gollancz e Titan Books. Gli editori di manga degli Stati Uniti hanno una forte presenza commerciale nel Regno Unito: ad esempio, la linea Tanoshimi di Random House.
A parte un libro del 1962, I primi eroi. Antologia storica del fumetto mondiale, curato da François Caradec ed edito dalla Garzanti, nel quale comparve qualche pagina di un vecchio titolo degli anni trenta, Son-Goku di Shifumi Yamane, l'avvento dei manga in Italia avvenne alla fine degli anni settanta, con diversi titoli pubblicati su varie riviste. Sulla scia dei cartoni animati, la Fabbri Editori pubblicò la rivista a fumetti Il grande Mazinga, contenente una versione epurata dalle scene violente e ricolorata ma fu comunque il primo manga pubblicato direttamente dall'edizione giapponese; a questa seguirono due volumi unici, Io sono il grande Mazinga e Mazinger contro i Mazinger, che raccolgono parte delle storie pubblicate sulla rivista. Nel 1980 l'editore fa poi esordire il settimanale Candy Candy, destinata a una lunga vita editoriale e alla quale si aggiunse in seguito Lady Oscar. In seguito, esaurito il materiale originale, la serie venne continuata attraverso nuove storie realizzate da autori italiani. Nel corso degli anni, sulla rivista, trovano spazio diversi manga quali Georgie, Susy del West, Lo Specchio magico, Via col vento. Sempre nel 1980 l'Editoriale Corno pubblica sul mensile Eureka Golgo 13 e, nel 1983, Black Jack di Osamu Tezuka. Sempre negli anni 80, anche la rivista Il Corriere dei Piccoli, pubblica alcune opere originali provenienti dal Giappone, quali Hello Spank, Lady Love, L'Incantevole Creamy, Mila e Shiro. Il manga cominciò però ad affermarsi agli inizi degli anni novanta, grazie a case editrici come la Glénat, che propose la pubblicazione di Akira, e la Granata Press, con Ken il guerriero e le riviste Mangazine e Zero e, successivamente, la Star Comics.
Inizialmente vennero pubblicati ribaltati, in modo da avere un senso di lettura occidentale, ma la lettura originale venne poi introdotta dopo qualche anno con la pubblicazione di Dragon Ball per la Star Comics. Altre case editrici di manga in Italia sono: Flashbook Editore, specializzata in manga e manhwa coreani, Planet Manga della Panini, Kappa Edizioni, J-Pop della Edizioni BD, Magic Press, Planeta De Agostini, GP Publishing della Giochi Preziosi. La Comic Art pubblicò diverse testate manga di successo come L'Immortale di Hiroaki Samura, Noritaka, Detective Conan, quest'ultimo è diventato nel 2020 il manga con più capitoli in assoluto. Il fallimento della stessa interruppe la serializzazione, ripresa poi da altri editori come la Marvel Italia. Dal 2008 anche la Disney ha iniziato a pubblicare manga nella collana Disney Manga, tra cui Kingdom Hearts.

### Stati Uniti
I manga sono stati introdotti gradualmente negli Stati Uniti, prima a seguito degli anime e poi in modo indipendente a partire dagli anni settanta. Inizialmente gli anime erano più accessibili dei manga negli Stati Uniti in quanto era più facile realizzare delle videocassette di anime sottotitolati piuttosto che tradurre, stampare e distribuire dei volumi a fumetti. Uno dei primi manga tradotti in inglese e commercializzato negli Stati Uniti fu Gen di Hiroshima di Keiji Nakazawa, una storia autobiografica del bombardamento atomico di Hiroshima pubblicato da Leonard Rifas e Educomics (1980-1982). Altri manga furono tradotti tra la metà degli anni ottanta e novanta come Golgo 13 nel 1986, Lone Wolf and Cub nel 1987, e Kamui, Area 88 e Mai the Psychic Girl nel 1987 e altri tratti dalla Viz Media-Eclipse Comics. Ne seguirono presto altri, tra cui Akira edito dalla Epic Comics della Marvel, Nausicaä della Valle del vento dalla Viz Media, e Appleseed dalla Eclipse Comics nel 1988, e successivamente Iczer-1 (Antarctic Press, 1994) e Ippongi Bang's F-111 Bandit (Antarctic Press, 1995). L'arrivo tra gli anni ottanta e novanta di serie e lungometraggi animati come Akira, Dragon Ball, Neon Genesis Evangelion e Pokémon, ebbe un impatto più intenso rispetto ai manga ma le cose cambiarono grazie allo Studio Proteus che, dal 1986, importò e tradusse molti manga giapponesi, tra cui Appleseed di Masamune Shirow e Oh My Goddess di Kōsuke Fujishima, fungendo da agente intermediario per gli editori come Dark Horse ed Eros Comix, eliminando il bisogno per questi di cercare i propri contatti in Giappone. Contemporaneamente, l'editore giapponese Shogakukan agì direttamente nel mercato negli Stati Uniti con la sua controllata americana Viz che poteva così attingere direttamente al catalogo Shogakukan.
Gli editori giapponesi iniziarono a interessarsi al mercato degli Stati Uniti a metà degli anni novanta a causa di una stagnazione nel mercato locale. Il mercato dei manga negli Stati Uniti ebbe una svolta nella metà degli anni novanta con la serie Ghost in the Shell di Masamune Shirow che divenne molto popolare. Altro manga e anime di grande successo tradotto e doppiato in inglese nello stesso periodo fu Sailor Moon. Nel periodo 1995-1998, il manga di Sailor Moon fu esportato in oltre 23 paesi, tra cui Cina, Brasile, Messico, Australia, Nord America e gran parte dell'Europa.
Negli anni seguenti i manga divennero sempre più popolari e nuovi editori entrarono nel campo mentre gli editori già affermati ampliarono notevolmente i loro cataloghi. Nel 2008, il mercato dei manga negli Stati Uniti e in Canada ha raggiunto i 175 milioni di $. Contemporaneamente, i media mainstream degli Stati Uniti hanno iniziato a discutere di manga, con articoli sul New York Times, sul Time, sul Wall Street Journal e su Wired.

## Global manga
La diffusione e il successo dei manga ha portato artisti di tutto il mondo a realizzare fumetti ispirandosi allo stile, al disegno e ai temi dei manga giapponesi. Per queste opere sono state proposte diverse definizioni, che rientrano in quella più generale di «global manga», ovvero un prodotto che viene avvertito come manga ma realizzato da autori non giapponesi.

### Libri
- (DE) Masanao Amano e Julius Wiedemann, Manga design, Taschen, 2004, ISBN 3-8228-2591-3.
- Andrea Antonini e Silvia Lucianetti, Manga: immagini del Giappone contemporaneo, Castelvecchi, 2001, ISBN 88-7521-067-5.
- Jean-Marie Bouissou, Il manga. Storia e universi del fumetto giapponese, Latina, Tunué, 2011, ISBN 978-88-97165-30-9.
- Davide Castellazzi, A-Z manga. Guida al fumetto giapponese, Coniglio Editore, 2004, ISBN 88-88833-08-0.
- (EN) Jonathan Clements e Helen McCarthy, The Anime Encyclopedia: A Guide to Japanese Animation Since 1917, Revised and Expanded Edition, Stone Bridge Press, 2006, ISBN 1-933330-10-4.
- Gianluca Di Fratta, Il fumetto in Giappone. Dagli anni Settanta al 2000, L'Aperia, 2005.
- Paul Gravett, Manga: 60 anni di fumetto giapponese, traduzione di Cinzia Negherbon e Céline Pozzi, Logos, 2006, ISBN 88-7940-478-4.
- Antonio Grego, Mondo manga segreto: dal Sol Levante all'Italia, Seneca Edizioni, 2008, ISBN 978-88-6122-089-8.
- (EN) Peter J. Katzenstein e Takashi Shiraishi, Network Power: Japan and Asia, Cornell University Press, 1997, ISBN 0-8014-8373-5.
- (EN) Sharon Kinsella, Adult Manga: Culture and Power in Contemporary Japanese Society, University of Hawaii Press, 2000, ISBN 0-8248-2318-4.
- Brigitte Koyama-Richard, Mille anni di manga, Rizzoli, 2007, ISBN 88-17-01879-1.
- (EN) Susan J. Napier, Anime: From Akira to Princess Mononoke, Palgrave, 2000, ISBN 978-0-312-23863-6.
- Cristina Mulinacci, Storia del fumetto giapponese, vol. 2, Musa Edizioni, 1998.
- Maria Teresa Orsi, Storia del fumetto giapponese, vol. 1, Musa Edizioni, 1998.
- (EN) Fred Patten, Watching Anime, Reading Manga: 25 Years of Essays and Reviews, Stone Bridge Press, 2004, ISBN 1-61172-510-0.
- Cristian Posocco, MangArt. Forme estetiche e linguaggi del fumetto giapponese., Costa & Nolan, 2005, ISBN 88-7437-013-X.
- (EN) Frederik L. Schodt, Dreamland Japan: Writings on Modern Manga, Stone Bridge Press, 1996, ISBN 1-61172-553-4.
- (EN) Jason Thompson, Manga: The Complete Guide, Ballantine Books, 2007, ISBN 978-0-345-48590-8.

### Articoli
- Marcella Zaccagnino e Sebastiano Contrari, Manga: il Giappone alla conquista del mondo (PDF), in Limes, 31 ottobre 2007.